# Festival de télévision de Monte-Carlo 2011
Le Festival de télévision de Monte-Carlo 2011, 51e édition du festival, s'est déroulé du 6 juin 2011 au 10 juin 2011.

## Palmarès[1],[2]

### Séries comiques
| Prix                              | Attribué à                                     | Nationalité |
| --------------------------------- | ---------------------------------------------- | ----------- |
| Meilleur producteur international | 20th Century Fox Television pour Modern Family | États-Unis  |
| Meilleur producteur européen      | Elephant Story pour Fais pas ci, fais pas ça   | France      |
| Meilleur acteur                   | Tracy Morgan dans 30 Rock                      | États-Unis  |
| Meilleure actrice                 | Annette Frier dans Danni Lowinsky              | Allemagne   |

### Séries dramatique
| Prix                              | Attribué à                                             | Nationalité        |
| --------------------------------- | ------------------------------------------------------ | ------------------ |
| Meilleur producteur international | Lionsgate pour Mad Men                                 | États-Unis         |
| Meilleur producteur européen      | Dramedy Production pour Wonderful Times                | République tchèque |
| Meilleur acteur                   | Jon Hamm dans Mad Men                                  | États-Unis         |
| Meilleure actrice                 | Sidse Babett Knudsen dans Borgen, une femme au pouvoir | Danemark           |

### Téléfilm
| Prix                 | Attribué à                              | Nationalité |
| -------------------- | --------------------------------------- | ----------- |
| Meilleur téléfilm    | A School behind bars de Makoto Kiyohiro | Japon       |
| Meilleur réalisateur | Christian Faure pour Mademoiselle Drot  | France      |
| Meilleur acteur      | Ken Wanatabe dans A School behind bars  | Japon       |
| Meilleure actrice    | Louise Monot dans Mademoiselle Drot     | France      |

### Mini-séries
| Prix                 | Attribué à                                                                 | Nationalité |
| -------------------- | -------------------------------------------------------------------------- | ----------- |
| Meilleure mini-série | Les Demoiselles du Swing (Le Ragazze dello Swing)                          | Italie      |
| Meilleur acteur      | Édgar Ramírez dans Carlos                                                  | France      |
| Meilleure actrice    | Andrea Osvart, Elise Schaap et Lotte Verbeek dans Les Demoiselles du Swing | Italie      |

### Actualités
| Prix                                   | Attribué à                                                                                   | Nationalité |
| -------------------------------------- | -------------------------------------------------------------------------------------------- | ----------- |
| Meilleur grand reportage d'actualité   | Tunisie, la révolution en marche de Gilles Jacquier et Christophe Kenck (France Télévisions) | France      |
| Meilleur grand reportage d'actualité   | Laugh it Away and Say Goodbye (CBC)                                                          | Japon       |
| Meilleur reportage du journal télévisé | Battle for Zawiya (Sky News)                                                                 | Royaume-Uni |
| Meilleur programme d'actualités 24h/24 | Mubarak Steps Down (Sky News)                                                                | Royaume-Uni |

### Prix de l'audience internationale
| Prix                                  | Attribué à              | Nationalité |
| ------------------------------------- | ----------------------- | ----------- |
| Série comique la plus regardée        | Desperate Housewives    | États-Unis  |
| Série dramatique la plus regardée     | Les Experts             | États-Unis  |
| Telenovela/Soap Opera le plus regardé | Amour, Gloire et Beauté | États-Unis  |

### Prix spéciaux
| Prix                                                          | Attribué à                       | Nationalité |
| ------------------------------------------------------------- | -------------------------------- | ----------- |
| Prix spécial prince Rainier III                               | Tipping Point                    | France      |
| Prix URTI - grand prix international du documentaire d’auteur | Corps et Âme                     | Mozambique  |
| Prix AMADE                                                    | Threads of our Hearts            | Japon       |
| Prix du Comité international de la Croix-Rouge                | Tunisie, la révolution en marche | France      |
| Prix SIGNIS                                                   | Defenseless                      | Allemagne   |
| Prix de la Croix-Rouge monégasque                             | A School Behind Bars             | Japon       |

### Prix de la presse[3]
Les résultats sont issus du vote des journalistes couvrant le festival.
| Prix                                      | Attribué à    | Nationalité |
| ----------------------------------------- | ------------- | ----------- |
| Meilleure série dramatique internationale | Mad Men       | États-Unis  |
| Meilleure série comique internationale    | Modern Family | États-Unis  |
| Meilleure série française                 | Carlos        | France      |